# 22. april
22. april er dag 112 i året i den gregorianske kalender (dag 113 i skudår). Der er 253 dage tilbage af året.
Dagens navn: Cajus var pave i Rom fra 283-296. Under Diocletians kristenforfølgelser skjuler han sig i katakomberne i otte år, inden han bliver fundet og lider martyrdøden.
Den 22. april er jordens dag.

### Begivenheder
Født - Dødsfald
- 1056 - Supernovaen, som observeres 2 år forinden, kan ikke længere ses med det blotte øje.
- 1500 - Brasilien nås af den første europæer, da den portugisiske opdagelsesrejsende Pedro Álvares Cabral ankrer op ud for kysten.
- 1509 - Henrik 8. bliver ny konge af England efter sin fars død.
- 1869 - Danmarks første cykelløb (på velocipeder) finder sted i København.
- 1889 - Kl. 12 middag åbnes for koloniseringen af Oklahoma. På få timer etableres byerne Oklahoma City og Guthrie med mere end 10.000 indbyggere hver.
- 1899 - Der vedtages en husmandslov, som muliggør oprettelse af statshusmandsbrug, dog højst på 8 tønder land.
- 1912 - Pravda udkommer for første gang i Sankt Petersborg. Det skal blive det sovjetiske kommunistiske partis officielle organ.
- 1915 - Tyskland indleder en offensiv ved Ypres og bruger giftgas for første gang på vestfronten.
- 1918 - Kvinder stemmer for første gang ved et folketingsvalg i Danmark og fire kvinder vælges ind i Folketinget.
- 1933 - Tyskland forbyder ved lov, at jøder arbejder som sagførere og læger.
- 1944 - En amerikansk slædepatrulje angriber den tyske vejrstation Bassgeiger på øen Shannon udfor Grønlands østkyst.
- 1948 - Under Den arabisk-israelske krig indtager jødiske styrker fra Haganah havnebyen Haifa.
- 1961 - I Algeriet forsøger fire franske generaler et kupforsøg mod general Charles de Gaulle i protest med Frankrigs planer om give Algeriet selvstændighed
- 1970 - Jordens dag fejres for første gang i USA.
- 1972 - København tager afsked med den sidste sporvogn.
- 1983 - Det vesttyske nyhedsmagasin Stern hævder, at "Hitlers dagbøger" er fundet. De viser sig kort efter at være forfalskninger.
- 1996 - Kosovokrigen blusser op mellem Kosovo samt dele af det daværende Jugoslavien (nuværende Serbien) og var en del af de Jugoslaviske krige.
- 1997 - I Perus hovedstad Lima slutter et 126 dage langt gidseldrama i den japanske ambassade, da regeringssoldater stormer bygningen og redder 71 gidsler. Ét gidsel dør af hjertestop, to soldater bliver skudt, og alle 14 gidseltagere omkommer.
- 1998 - Et billede af Christoffer Wilhelm Eckersberg sætter dansk rekord på en auktion, idet det indbringer 4,1 mio kr fra en schweizisk køber.
- 2015 - Den chilenske vulkan Calbuco går i udbrud og sender askeskyer mere end 20 km op i atmosfæren.
- 2016 - Parisaftalen om begrænsning af udledning af drivhusgasser underskrives.

### Født
- 1453 - Isabella I af Kastilien og Aragonien, kastiliansk dronning (død 1504).
- 1707 - Henry Fielding, engelsk forfatter (død 1754).
- 1724 - Immanuel Kant, tysk filosof, matematiker og fysiker (død 1804).
- 1793 - Ludvig Bødtcher, dansk digter (død 1874).
- 1813 - Jørgen Engebretsen Moe, norsk biskop og eventyrsamler (død 1882).
- 1878 - Christoffel Bisschop, hollandsk maler (død 1904)
- 1870 - Vladimir Lenin, russisk politiker og forfatter (død 1924).
- 1887 - Harald Bohr, dansk matematiker og fodboldspiller (død 1951).
- 1897 - Per Knutzon, dansk skuespiller (død 1948).
- 1899 - Vladimir Nabokov, russisk-amerikansk forfatter (død 1977).
- 1904 - J. Robert Oppenheimer, amerikansk fysiker (død 1967).
- 1906 - Gustav Adolf, svensk arveprins (død 1947).
- 1906 - Eddie Albert, amerikansk skuespiller (død 2005).
- 1909 - Rita Levi-Montalcini, italiensk-født neurolog og nobelprismodtager (død 2012).
- 1912 - Kathleen Ferrier, engelsk sanger (død 1953).
- 1912   - Kaneto Shindō, japansk filminstruktør (død 2012).
- 1916 - Yehudi Menuhin, amerikansk-britisk violinist (død 1999).
- 1918 - Torben Nielsen, dansk politibetjent og forfatter (død 1985).
- 1922 - Charles Mingus, amerikansk jazzmusiker (død 1979).
- 1923 - Aaron Spelling, amerikansk film- og tv-producer (død 2006).
- 1929 - Michael Atiyah, britisk matematiker (død 2019).
- 1933 - Jørgen Bang Jespersen, dansk folketingssekretær gennem 21 år.
- 1937 - Jack Nicholson, amerikansk skuespiller.
- 1943 - Ulrik Federspiel, dansk diplomat og formand for Det Udenrigspolitiske Selskab.
- 1943   - Louise Glück, amerikansk digter og nobelprismodtager (død 2023).
- 1943 - Christian Kjær, dansk jurist og finansmand.
- 1944 - Kurt Dreyer, dansk skuespiller.
- 1947 - Svenn Skipper, dansk pianist, dirigent og komponist (død 2021).
- 1948 - Jan Kaspersen, dansk pianist, komponist og kapelmester.
- 1950 - Peter Frampton, britisk sanger.
- 1950   - Ivan Pedersen, dansk sanger.
- 1952 - Marilyn Chambers, amerikansk skuespiller (død 2009).
- 1975 - Carlos Sastre, spansk cykelrytter.
- 1978 - Olga Witte, dansk jazzmusiker.
- 1982 - Kaká, brasiliansk fodboldspiller.
- 1986 - Amber Heard, amerikansk skuespillerinde
- 1993 - Julie Dahl, tredobbelt dm-mester i indendørs fodbold

### Dødsfald
- 536 - Pave Agapetus 1.
- 1650 - Stephen Hansen Stephanius, dansk historiker (født 1599).
- 1830 - Knud Lyhne Rahbek, dansk litteraturhistoriker, redaktør og kritiker (født 1760).
- 1892 - Édouard Lalo, fransk komponist (født 1823).
- 1930 - Jeppe Aakjær, dansk digter (født 1866).
- 1938 - A. C. Illum, dansk grundlægger. (født 1863).
- 1959 - Ludvig Valentiner, dansk spejder, medstifter af FDF (født 1881).
- 1983 - Earl Hines, amerikansk jazzpianist (født 1903).
- 1994 - Richard Nixon, amerikansk præsident (født 1913).
- 2000 - Cæsar, dansk musiker (født 1938).
- 2002 - Linda Lovelace, amerikansk pornoskuespiller (født 1949).
- 2003 - Felice Bryant, amerikansk sangskriver (født 1925).
- 2007 - Edward Kofler, polsk-schweizisk matematiker (født 1911).
- 2008 - Niels Bernhart, dansk kapelmester (født 1946).
- 2011 – Moin Akhter, pakistansk skuespiller (født 1950).
- 2012 – Gunnar Göransson, svensk cykelrytter (født 1933).
- 2016 – Anne Wolden-Ræthinge, dansk journalist og forfatter (født 1929).

|  | Denne datoartikel kan blive bedre, hvis der indsættes et (bedre) billede Du kan hjælpe ved at afsøge Wikimedia Commons for et passende billede eller uploade et godt billede til Wikimedia Commons iht. de tilladte licenser og indsætte det i artiklen. |